# Marija Rosandić
Marija Mara Rosandić, rođena Bogdanović (Ruma, 1883   ̶  Beograd, 1954) bila je prva srpska školovana fotografkinja i jedna od prvih školovanih fotografkinja na Balkanu.

## Život
Rođena je u bogatoj i uglednoj porodici u Rumi. Govorila je nekoliko jezika i imala osnovno muzičko obrazovanje, a obrazovanje iz umetničke fotografije je stekla u Minhenu. Bila je stručni saradnik prvog srpskog foto-časopisa Fotografski pregled, osnivač prvog foto-kluba kod nas, 1928. godine – Beogradskog foto-kluba – i jedina i prva žena član Upravnog odbora. Osim toga, imala je svoj foto-atelje, najpre u Zagrebu, a zatim je nekoliko promenila i u Beogradu. Atelje u Zagrebu joj je ustupio Vlaho Bukovac, pred svoj odlazak za Cavtat. Po prirodi svog posla ona fotografiše eksponate na izložbi i tako se upoznaje sa umetnicima. Njen atelje postaje mesto čestog okupljanja umetnika, gde dolaze: Ivan Meštrović, Petar Dobrović, Toma Rosandić, slikar Ignjat Job, Mirko Rački, Ljuba Babić i drugi.
Bez obzira na pomenute podatke, njen lik i delo nisu poznati široj javnosti, iako je bila i supruga velikog vajara Tome Rosandića  ̶  autora skulpture „Igrali se konji vrani i sa njima div junaci“ (1939), koja se nalazi ispred Narodne skupštine Srbije, čija je gotovo sva dela znalački snimila. Kada je upoznala Tomu Rosandića bila je prva žena umetnički fotograf na Balkanu, što je za ono vreme – početak XX veka. bilo revolucionarno, i vrsta bunta protiv ustaljenih navika građanskog društva. 1912. godine udaje se za Rosandića i zajedno odlaze u Beč. Mara je ostavila na stotine umetničkih fotografija koje su verodostojna svedočanstva vremena, ljudi i događaja. Svoj senzibilitet iskazila je u desetinama umetničkih dela primenjene umetnosti koja su dala poseban pečat njihovoj kući na Senjaku. Njihova kuća je danas Muzej Tome Rosandića. Toma i Mara nisu imali dece, ali su usvojili i podigli Smiljku Bogdanović, ćerku Marinog rođenog brata Branislava, Branka.

## Delo
Fotografski je portretisala i beogradsku elitu posle Prvog svetskog rata, u vreme kada su scenom zračili Crnjanski, Vojnović, Krakov, Žanka. Bila je bliska i sa kraljevskom porodicom, kao njihov prijatelj ali i umetnica koju su veoma poštovali. Njeni portreti – fotografije Kraljice Marije, sa tek rođenim prestolonaslednikom Petrom, iskorišćeni su kao predložak za štampu serije razglednica, a objavljivani su i u novinama „Ilustrovani list“.
Mara Rosandić je nastavila da radi kao fotograf i u braku, njen fotografski atelje nalazio se na adresi Gospodar Jevremova 19 (nekada broj 27), u kući koju je Toma dobio od beogradske opštine za atelje i stanovanje, sa dozvolom da je preuredi. Ipak, činjenica je da je ona svoju karijeru umetničkog fotografa podredila svojoj ulozi žene. Nažalost, cela fotodokumentacija Marije Mare Rosandić je nestala, posle njene smrti.
Mara Rosandić i njeno delo bitni su u muzeološkom kontekstu jer upotpunjuju sadržaj Muzeja Tome Rosandića. Mara je snimala Rosandića, njegova dela, putovanja i izložbe, kolege umetnike i savremenike. Bila je i plodan primenjeni umetnik u oblasti tekstila, čije su tapiserije, zavese i stolnjaci dali lični pečat ambijentu njihove kuće.

## Spoljašnje veze
- Prva srpska fotografkinja Marija Mara Rosandić („Politika”, 16. maj 2023)